# Премия международной академии кино Индии
Премия международной академии кино Индии (англ. International Indian Film Academy Awards или IIFA Awards) — ежегодная награда, вручаемая Международной Академией индийского кино за художественные и технические профессиональные достижения кинематографистов в фильмах на хинди.

## История
Впервые награда была представлена в 2000 году в Куполе тысячелетия в Лондоне, Великобритания. Церемонии награждения проходят в разных странах, которые меняются каждый год, что, по замыслу организаторов, должно символизировать всемирный успех кинопродукции Болливуда. Мероприятие, прошедшее в первый раз в течение всего одного вечера, позже было расширено до трёх дней и включило в себя самые различные просмотры, встречи, семинары. В каждом десятом году, начиная с 2009-го, введены пять специальных наград: «Звезда десятилетия» (актёр и актриса), «Фильм десятилетия», «Музыка десятилетия», и «Режиссёр десятилетия».
Особо яркой стала 17-я церемония вручения наград. Она проходила в Мадриде и была посвящена 60-летию установления дипломатических взаимоотношений между Испанией и Индией. Мероприятие проходило четыре дня в присутствии двадцати тысяч зрителей. Болливуд представили 150 знаменитых актёров и актрис.
При высокой коммерческой успешности мероприятия целый ряд индийских кинокритиков и актёров отмечают не только его вторичность по отношению к национальной премии Filmfare Awards (существует с 1956 года), но и в ангажированности по отношению к определённым династиям Болливуда.

## Церемонии награждения
| Дата проведения | Лучший фильм                | Персоналии                           | Место проведения               | Город, страна                              |
| --------------- | --------------------------- | ------------------------------------ | ------------------------------ | ------------------------------------------ |
| 24 июня 2000    | Навеки твоя                 | Йукта Муки Анупам Кхер               | Купол тысячелетия              | Лондон, Великобритания                     |
| 16 июня 2001    | Скажи, что любишь!          | Приянка Чопра Кабир Беди             | Стадион Super Bowl Arena       | Сан Сити, Северо-Западная провинция (ЮАР)  |
| 6 апреля 2002   | Лагаан: Однажды в Индии     | Лара Датта                           | Арена звёзд                    | Парк развлечений Гентинг Хайленд, Малайзия |
| 17 мая 2003     | Девдас                      | Анил Капур Дия Мирза                 | Coca-Cola Dome                 | Йоханнесбург, ЮАР                          |
| 22 мая 2004     | Наступит завтра или нет     | Рахул Кханна                         | Сингапурский крытый стадион    | Сингапур                                   |
| 11 июня 2005    | Вир и Зара                  | Шахрух Хан Фардин Хан Каран Джохар   | Амстердам Арена                | Амстердам, Нидерланды                      |
| 17 июня 2006    | Последняя надежда           | Фардин Хан Лара Датта                | Центр международных конгрессов | Дубай, ОАЭ                                 |
| 9 июня 2007     | Цвет шафрана                | Боман Ирани Лара Датта               | Стадион Sheffield Arena        | Шеффилд, Великобритания                    |
| 8 июня 2008     | Индия, вперед!              | Боман Ирани Ритеш Дешмукх            | Сиам-Парагон                   | Бангкок, Таиланд                           |
| 13 июня 2009    | Джодха и Акбар              | Боман Ирани Ритеш Дешмукх Лара Датта | The Venetian (Макао)           | Макао, КНР                                 |
| 5 июня 2010     | 3 идиота                    | Боман Ирани Ритеш Дешмукх Лара Датта | Sugathadasa Stadium            | Коломбо, Шри-Ланка                         |
| 25 июня 2011    | Бесстрашный                 | Боман Ирани Ритеш Дешмукх            | Роджерс Центр                  | Торонто, Канада                            |
| 9 июня 2012     | Жизнь не может быть скучной | Шахид Капур Фархан Ахтар             | Сингапурский крытый стадион    | Сингапур                                   |
| 24 июня 2013    | Барфи!                      | Шахрух Хан Шахид Капур               | The Venetian (Макао)           | Макао, КНР                                 |
| 26 апреля 2014  | Беги, Милка, беги!          | Шахид Капур Фархан Ахтар             | Raymond James Stadium          | Тампа, США                                 |
| 7 июня 2015     | Королева                    | Арджун Капур Ранвир Сингх            | Putra Indoor Stadium           | Куала-Лумпур, Малайзия                     |
| 25 июня 2016    | Брат Баджранги              | Шахид Капур Фархан Ахтар             | Ifema                          | Мадрид, Испания                            |

## Номинации
Все претенденты на награды разделены на три основные группы: творческие номинации, специальные номинации, технические номинации. В первой кроме достаточно традиционных Лучший фильм (Best Movie), Лучший режиссёр (Best Director), Лучшая мужская роль (Best Actor), Лучшая женская роль (Best Actress), Лучший актёр второго плана (Best Supporting Actor), Лучшая актриса второго плана (Best Supporting Actress), Звёздный дебют года — актёр (Star Debut of the Year — Male),
Звёздный дебют года — актриса (Star Debut of the Year — Female), присутствуют не всегда типичные для европейских кинематографических конкурсов премии: Лучшее исполнение отрицательной роли (Best Performance in a Negative Role), Лучшее исполнение комической роли (Best Performance in a Comic Role), Лучший мужской вокал (Best Playback Singer Male), Лучший женский вокал (Best Playback Singer Female), Лучшая история (фабула, сюжет) (Best Story) и ряд других.
Специальные номинации также связаны с особенностями и традициями национального кинематографа: Образец стиля (для мужчин) (Style Icon), Дива стиля (для женщин) (Style Diva), Наиболее гламурная звезда года (Most Glamorous Star of the Year),
Лучшая красавица экрана (Best On-Screen Beauty), Лицо года (Face of the Year), Эстрадный артист года (Entertainer of the Year). Кроме того, сюда же входит ряд наград за глобальные (неоднократные) заслуги авторов фильмов: Выдающийся вклад в индийский кинематограф (Outstanding Contribution to Indian cinema), Выдающееся достижение в индийском кинематографе (Outstanding Achievement in Indian cinema), Выдающееся достижение индийца в мировом кинематографе (Outstanding Achievement by an Indian in International Cinema).
Технические номинации, напротив, вполне типичны для всех подобных мировых мероприятий: Лучший художник-постановщик (Best Art Direction), Лучшая закадровая музыка (Best Background Score), Лучший оператор (Best Cinematography), Лучший хореограф (Best Choreography), Лучший художник по костюмам (Best Costume Design), Лучший автор диалогов (Best Dialogue), Лучший монтаж (Best Editing), Лучший грим (Best Makeup), Лучший сценарий (Best Screenplay), Лучшая запись песни (Best Song Recording), Лучшая запись звука (Best Sound Recording), Лучшие спецэффекты (Best Special Effects).

## «Звёзды десятилетия»
В 2009 году были определены победители в номинации «Звезда десятилетия».
К голосованию были предложены следующие кандидатуры.
- Фильм десятилетия: «Лагаан: Однажды в Индии» (в голосовании участвовали все лучшие фильмы с 2000 по 2008 год).
- Актёр десятилетия: Амир Хан, Шахрух Хан (победитель, фильмы «Девдас», «Вир и Зара», «Индия, вперед!»), Салман Хан, Акшай Кумар, Ритик Рошан и Абхишек Баччан.
- Актриса десятилетия: Айшвария Рай (победительница, фильмы «Навеки твоя», «Девдас»), Карина Капур, Рани Мукерджи, Прити Зинта и Приянка Чопра.
- Режиссёр десятилетия: Санджай Лила Бхансали, Ракеш Рошан (победитель, фильмы «Скажи, что любишь!», «Ты не одинок»), Ашутош Говарикер, Яш Чопра, Раджкумар Хирани, Шимит Амин.
- Композитор десятилетия: Алла Ракха Рахман (за фильмы «Ритмы любви», «Лагаан: Однажды в Индии», «Анатомия любви», «Цвет шафрана», «Гуру: Путь к успеху»).